# 알리레자 자디디
알리레자 자디디(페르시아어: علیرضاجدیدی)는 2003년 9월 20일 테헤란에서 태어났으며 이란의 음악가, 프로듀서, 작곡가이다. 그는 이란 일렉트로닉 댄스 음악에 기여한 것으로 알려져 있다.

## 생애
자디디는 테헤란에서 태어났다. 어린 시절부터 음악에 관심을 갖고 음악 수업에 참석하며 이란 대중음악과 민속 음악에 헌신하였다. 그는 20세의 나이에 일렉트로닉 댄스 장르에서 가장 광범위한 이란 기악 앨범을 발매하였다. 또한 그는 이란 일렉트로닉 음악계의 영향력 있는 인물이자 스타일리스트로 알려져 있다.